# Episodi di The Doctor
La prima e unica stagione della serie televisiva The Doctor è andata in onda negli Stati Uniti dal 24 agosto 1952 al 21 giugno 1953 sulla NBC.
| nº | Titolo originale             | Prima TV USA      |
| -- | ---------------------------- | ----------------- |
| 1  | The Inquisitors              | 24 agosto 1952    |
| 2  | Sweet Thing                  | 31 agosto 1952    |
| 3  | Time to Kill                 | 7 settembre 1952  |
| 4  | The Baker Story              | 14 settembre 1952 |
| 5  | Blackmail                    | 21 settembre 1952 |
| 6  | The Hiding Place             | 28 settembre 1952 |
| 7  | No Gods to Serve             | 5 ottobre 1952    |
| 8  | Love Letters from a Stranger | 12 ottobre 1952   |
| 9  | Those Who Wait               | 19 ottobre 1952   |
| 10 | The Guest                    | 26 ottobre 1952   |
| 11 | The Red Wig                  | 2 novembre 1952   |
| 12 | The White Medallion          | 9 novembre 1952   |
| 13 | The Fakir                    | 16 novembre 1952  |
| 14 | No Story Assignment          | 23 novembre 1952  |
| 15 | The Trusting Heart           | 30 novembre 1952  |
| 16 | Pile of Rocks                | 7 dicembre 1952   |
| 17 | Marti                        | 14 dicembre 1952  |
| 18 | A Tale of Two Christmases    | 21 dicembre 1952  |
| 19 | Night Riders in Apartment A  | 28 dicembre 1952  |
| 20 | Desk of Matthew Day          | 4 gennaio 1953    |
| 21 | Medal of Honor               | 11 gennaio 1953   |
| 22 | Take the Odds                | 18 gennaio 1953   |
| 23 | Jules                        | 25 gennaio 1953   |
| 24 | Reward                       | 1º febbraio 1953  |
| 25 | The Decision                 | 8 febbraio 1953   |
| 26 | Song for a Banker            | 15 febbraio 1953  |
| 27 | The World of Nancy Clark     | 1º marzo 1953     |
| 28 | Googan                       | 8 marzo 1953      |
| 29 | Treasure Island              | 15 marzo 1953     |
| 30 | Carla's Boy                  | 22 marzo 1953     |
| 31 | Luncheon at Casey's          | 29 marzo 1953     |
| 32 | As the Twig Is Bent          | 5 aprile 1953     |
| 33 | Friend of the Family         | 12 aprile 1953    |
| 34 | The Way of Hope              | 19 aprile 1953    |
| 35 | Rendezvous                   | 26 aprile 1953    |
| 36 | Escape from the Past         | 3 maggio 1953     |
| 37 | Desk Job                     | 10 maggio 1953    |
| 38 | No-Rap Charlie               | 17 maggio 1953    |
| 39 | The Rocking Chair            | 24 maggio 1953    |
| 40 | The Researcher               | 31 maggio 1953    |
| 41 | The Brothers                 | 7 giugno 1953     |
| 42 | The Dog Tag                  | 14 giugno 1953    |
| 43 | The Runaways                 | 21 giugno 1953    |

## The Inquisitors
- Prima televisiva: 24 agosto 1952
- Diretto da:
- Scritto da:

### Trama
- Interpreti: Warner Anderson (The Doctor), Whit Bissell, Anne Burr, Ferdi B. Hoffman

## Sweet Thing
- Prima televisiva: 31 agosto 1952
- Diretto da:
- Scritto da:

### Trama
- Interpreti: Phyllis Avery, Robert Pastene

## Time to Kill
- Prima televisiva: 7 settembre 1952
- Diretto da:
- Scritto da:

### Trama
- Interpreti: Warner Anderson (The Doctor), Conrad Janis, Sandy Kenyon, Carmen Mathews

## The Baker Story
- Prima televisiva: 14 settembre 1952
- Diretto da:
- Scritto da:

### Trama
- Interpreti: Warner Anderson (The Doctor), Paul Langton, Lois Wheeler

## Blackmail
- Prima televisiva: 21 settembre 1952
- Diretto da:
- Scritto da:

### Trama
- Interpreti: Warner Anderson (The Doctor), Wesley Addy, Philip Bourneuf, Theodore Newton

## The Hiding Place
- Prima televisiva: 28 settembre 1952
- Diretto da:
- Scritto da:

### Trama
- Interpreti: Warner Anderson (The Doctor), Fay Baker, Richard Gaines

## No Gods to Serve
- Prima televisiva: 5 ottobre 1952
- Diretto da:
- Scritto da:

### Trama
- Interpreti: Dabbs Greer (Pierson), Robert North, Robert Osterloh, Harlan Warde

## Love Letters from a Stranger
- Prima televisiva: 12 ottobre 1952
- Diretto da:
- Scritto da:

### Trama
- Interpreti: Stella Andrew

## Those Who Wait
- Prima televisiva: 19 ottobre 1952
- Diretto da:
- Scritto da:

### Trama
- Interpreti: Mary Anderson, Bernadene Hayes

## The Guest
- Prima televisiva: 26 ottobre 1952
- Diretto da:
- Scritto da:

### Trama
- Interpreti: Beulah Bondi, Charles Bronson (Joe Langan), James Brown, Joan Camden

## The Red Wig
- Prima televisiva: 2 novembre 1952
- Diretto da:
- Scritto da:

### Trama
- Interpreti: Dorothy Comingore, Harry Morgan

## The White Medallion
- Prima televisiva: 9 novembre 1952
- Diretto da:
- Scritto da:

### Trama
- Interpreti: Ludwig Donath, Maudie Prickett

## The Fakir
- Prima televisiva: 16 novembre 1952
- Diretto da:
- Scritto da:

### Trama
- Interpreti: Warner Anderson (The Doctor)

## No Story Assignment
- Prima televisiva: 23 novembre 1952
- Diretto da:
- Scritto da:

### Trama
- Interpreti: Wesley Addy, Joan Alexander, Joan Lorring

## The Trusting Heart
- Prima televisiva: 30 novembre 1952
- Diretto da:
- Scritto da:

### Trama
- Interpreti: John Baragrey, Polly Rowles, Jane Seyman

## Pile of Rocks
- Prima televisiva: 7 dicembre 1952
- Diretto da:
- Scritto da:

### Trama
- Interpreti: Katharine Bard

## Marti
- Prima televisiva: 14 dicembre 1952
- Diretto da:
- Scritto da:

### Trama
- Interpreti: Anne Jackson, Paul Langton

## A Tale of Two Christmases
- Prima televisiva: 21 dicembre 1952
- Diretto da:
- Scritto da:

### Trama
- Interpreti: Richard McMurray (Jerry), Janie Alexander (Barby), Margaret Hayes (Ann), Harry Bannister (Bentley), Raymond Bramley (Santa Claus), Richard Purdy (Floor Manager)

## Night Riders in Apartment A
- Prima televisiva: 28 dicembre 1952
- Diretto da:
- Scritto da:

### Trama
- Interpreti: Anne Jackson, Neva Patterson, Joshua Shelley, James Wyler

## Desk of Matthew Day
- Prima televisiva: 4 gennaio 1953
- Diretto da:
- Scritto da:

### Trama
- Interpreti: Thomas Mitchell (Matthew Day)

## Medal of Honor
- Prima televisiva: 11 gennaio 1953
- Diretto da:
- Scritto da:

### Trama
- Interpreti: Wyrley Birch, Kathleen Comegys

## Take the Odds
- Prima televisiva: 18 gennaio 1953
- Diretto da:
- Scritto da:

### Trama
- Interpreti: Charles Bronson, Ann Summers

## Jules
- Prima televisiva: 25 gennaio 1953
- Diretto da:
- Scritto da:

### Trama
- Interpreti: Tom Ahearne, Eli Mintz, Terese Quadri, Anatol Winogradoff

## Reward
- Prima televisiva: 1º febbraio 1953
- Diretto da:
- Scritto da:

### Trama
- Interpreti: Sally Chamberlin, Jay Jostyn, Vaughn Taylor

## The Decision
- Prima televisiva: 8 febbraio 1953
- Diretto da:
- Scritto da:

### Trama
- Interpreti: Wesley Addy, Anne Jackson, John McQuade

## Song for a Banker
- Prima televisiva: 15 febbraio 1953
- Diretto da:
- Scritto da:

### Trama
- Interpreti: Don Dubbins (Bruce), Val Dufour (Freddie Roberts), Isobel Elsom (Anne), Sally Gracie (Audrey), Carl Harbord (Mr. Stuyvesant), Henry Jones (Joey Martin), Marion Russell (Terry), Roland Young (George)

## The World of Nancy Clark
- Prima televisiva: 1º marzo 1953
- Diretto da:
- Scritto da:

### Trama
- Interpreti: Lydia Reed

## Googan
- Prima televisiva: 8 marzo 1953
- Diretto da:
- Scritto da:

### Trama
- Interpreti: Thomas Coley, Virginia Gilmore, Ernest Truex

## Treasure Island
- Prima televisiva: 15 marzo 1953
- Diretto da:
- Scritto da:

### Trama
- Interpreti: Joey Fallon, Russell Hardie, Peg Hillias

## Carla's Boy
- Prima televisiva: 22 marzo 1953
- Diretto da:
- Scritto da:

### Trama
- Interpreti: Anna Karen, Allen Martin, Dan Tobin

## Luncheon at Casey's
- Prima televisiva: 29 marzo 1953
- Diretto da:
- Scritto da:

### Trama
- Interpreti: Patricia Benoit, Lawrence Fletcher, Dean Harens, Murray Matheson

## As the Twig Is Bent
- Prima televisiva: 5 aprile 1953
- Diretto da:
- Scritto da:

### Trama
- Interpreti: Edward Binns, Diana Herbert, Dennis Patrick

## Friend of the Family
- Prima televisiva: 12 aprile 1953
- Diretto da:
- Scritto da:

### Trama
- Interpreti: Harry Ellerbe, Raimonda Orselli

## The Way of Hope
- Prima televisiva: 19 aprile 1953
- Diretto da:
- Scritto da:

### Trama
- Interpreti: Warner Anderson (The Doctor)

## Rendezvous
- Prima televisiva: 26 aprile 1953
- Diretto da:
- Scritto da:

### Trama
- Interpreti: Tod Andrews, Katharine Bard, Ann Summers, Bert Thorn

## Escape from the Past
- Prima televisiva: 3 maggio 1953
- Diretto da:
- Scritto da:

### Trama
- Interpreti: Stella Andrew, Ron Randell

## Desk Job
- Prima televisiva: 10 maggio 1953
- Diretto da:
- Scritto da:

### Trama
- Interpreti: James Broderick, Joe Maross, John McGovern, Henry Misrock, Howard St. John

## No-Rap Charlie
- Prima televisiva: 17 maggio 1953
- Diretto da:
- Scritto da:

### Trama
- Interpreti: Warner Anderson (The Doctor)

## The Rocking Chair
- Prima televisiva: 24 maggio 1953
- Diretto da:
- Scritto da:

### Trama
- Interpreti: Ian Keith, Mildred Natwick

## The Researcher
- Prima televisiva: 31 maggio 1953
- Diretto da:
- Scritto da:

### Trama
- Interpreti: June Dayton, Natalie Priest, William Prince

## The Brothers
- Prima televisiva: 7 giugno 1953
- Diretto da:
- Scritto da:

### Trama
- Interpreti: Warner Anderson (The Doctor), Dean Harens, Edmon Ryan

## The Dog Tag
- Prima televisiva: 14 giugno 1953
- Diretto da:
- Scritto da:

### Trama
- Interpreti: Warner Anderson (The Doctor), Edward Binns, Robert Gallagher, Peg Hillias, Gusti Huber, Phillip Huston, Adele Newton, Jackie Scholle, Louis Scholle

## The Runaways
- Prima televisiva: 21 giugno 1953
- Diretto da:
- Scritto da:

### Trama
- Interpreti: Warner Anderson (The Doctor), Dorothy Malone, Lee Marvin